# Urodacus novaehollandiae
Espèce
Synonymes
- Ioctonus orthurus Thorell, 1876
- Urodacus bicolor Werner, 1936
- Urodacus marianus Roewer, 1943

Urodacus novaehollandiae est une espèce de scorpions de la famille des Scorpionidae.

## Distribution
Cette espèce est endémique d'Australie. Elle se rencontre dans le Sud de l'Australie-Occidentale et dans le Sud de l'Australie-Méridionale.

## Description

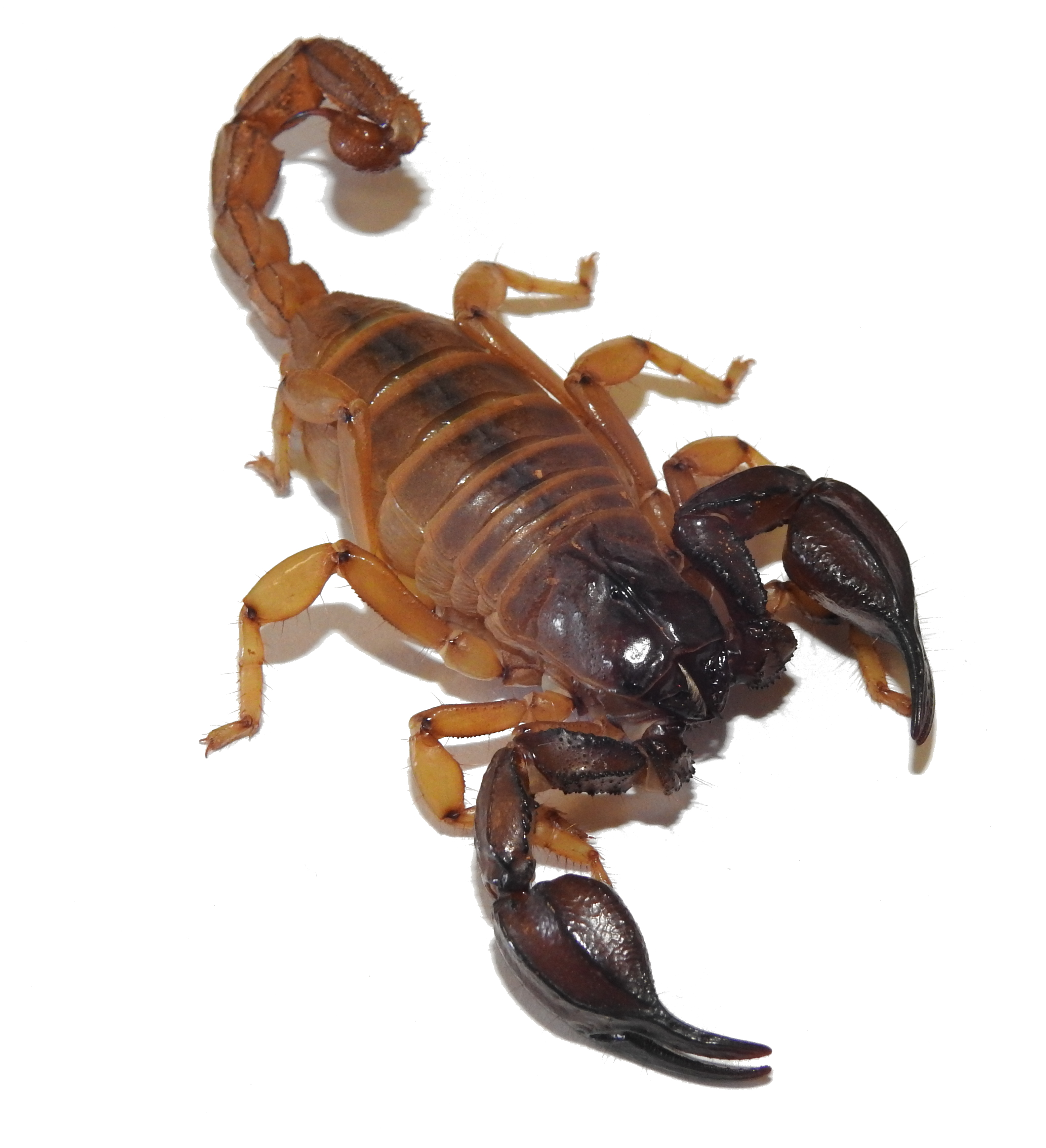
Urodacus novaehollandiae

La femelle décrite par Koch en 1977 mesure 90 mm.

## Étymologie
Son nom d'espèce lui a été donné en référence au lieu de sa découverte,  la Nouvelle-Hollande.

## Publication originale
- Peters, 1861 : « Ueber eine neue Eintheilung der Skorpione und ueber die von ihm in Mossambique gesammelten Arten von Skorpionen, aus welchem hier ein Auszug mitgetheilt wird. » Monatsberichte der Königlichen Preussischen Akademie der Wissenschaften zu Berlin, vol. 1861, no 1, p. 507–516 (texte intégral).